# Comuna Lechința, Bistrița-Năsăud
Lechința (în maghiară: Szászlekence, în germană: Lechnitz) este o comună în județul Bistrița-Năsăud, Transilvania, România, formată din satele Bungard, Chiraleș, Lechința (reședința), Sângeorzu Nou, Sâniacob, Țigău și Vermeș.

## Demografie
Componența etnică a comunei Lechința
     Români (64,47%)
     Romi (20,24%)
     Maghiari (6,73%)
     Alte etnii (0,07%)
     Necunoscută (8,48%)
Componența confesională a comunei Lechința
     Ortodocși (79,54%)
     Reformați (5,05%)
     Penticostali (4,59%)
     Alte religii (2,19%)
     Necunoscută (8,63%)
Conform recensământului efectuat în 2021, populația comunei Lechința se ridică la 5.469 de locuitori, în scădere față de recensământul anterior din 2011, când fuseseră înregistrați 5.678 de locuitori. Majoritatea locuitorilor sunt români (64,47%), cu minorități de romi (20,24%) și maghiari (6,73%), iar pentru 8,48% nu se cunoaște apartenența etnică. Din punct de vedere confesional, majoritatea locuitorilor sunt ortodocși (79,54%), cu minorități de reformați (5,05%) și penticostali (4,59%), iar pentru 8,63% nu se cunoaște apartenența confesională.

## Politică și administrație
Comuna Lechința este administrată de un primar și un consiliu local compus din 15 consilieri. Primarul, Romeo-Daniel Florian[*], de la Partidul Social Democrat, este în funcție din 2008. Începând cu alegerile locale din 2024, consiliul local are următoarea componență pe partide politice:
|  | Partid                                 | Consilieri | Componența Consiliului | Componența Consiliului | Componența Consiliului | Componența Consiliului | Componența Consiliului | Componența Consiliului | Componența Consiliului | Componența Consiliului | Componența Consiliului | Componența Consiliului | Componența Consiliului |
|  | -------------------------------------- | ---------- | ---------------------- | ---------------------- | ---------------------- | ---------------------- | ---------------------- | ---------------------- | ---------------------- | ---------------------- | ---------------------- | ---------------------- | ---------------------- |
|  | Partidul Social Democrat               | 11         |                        |                        |                        |                        |                        |                        |                        |                        |                        |                        |                        |
|  | Partidul Național Liberal              | 2          |                        |                        |                        |                        |                        |                        |                        |                        |                        |                        |                        |
|  | Uniunea Democrată Maghiară din România | 1          |                        |                        |                        |                        |                        |                        |                        |                        |                        |                        |                        |
|  | Alianța pentru Unirea Românilor        | 1          |                        |                        |                        |                        |                        |                        |                        |                        |                        |                        |                        |

## Monumente
- Biserica fortificată din satul Lechința, construcție din secolul al XIV-lea
- Biserica ortodoxă "Sfântul Mare Mucenic Gheorghe" (fostă biserică evanghelică) din satul Sângeorzu Nou, construcție secolul al XV-lea, monument istoric
- Biserica de lemn "Sfinții Arhangheli Mihail și Gavriil" din satul Bungard, costrută în anul 1711, monument istoric
- Biserica de lemn "Sfânta Cuvioasă Paraschiva" din satul Sângeorzu Nou, construcție secolul al XVIII-lea, monument istoric
- Biserica de lemn "Sfânta Cuvioasă Paraschiva" din satul Țigău, construită în anul 1706, monument istoric
- Biserica de lemn din satul Vermeș
- Biserica evanghelică din satul Chiraleș, monument istoric
- Biserica reformată din satul Țigău, construcție secolul al XV-lea, monument istoric
- Biserica ortodoxă (fostă biserică evanghelică) din satul Vermeș, construcție secolul al XV-lea, monument istoric
- Conacul din Lechința, construcție secolul al XVIII-lea (astăzi clădirea adăpostește sediul Primăriei)
- Casa parohială din satul Chiraleș, construcție secolul al XVI-lea
- Cramele Lechința

## Imagini

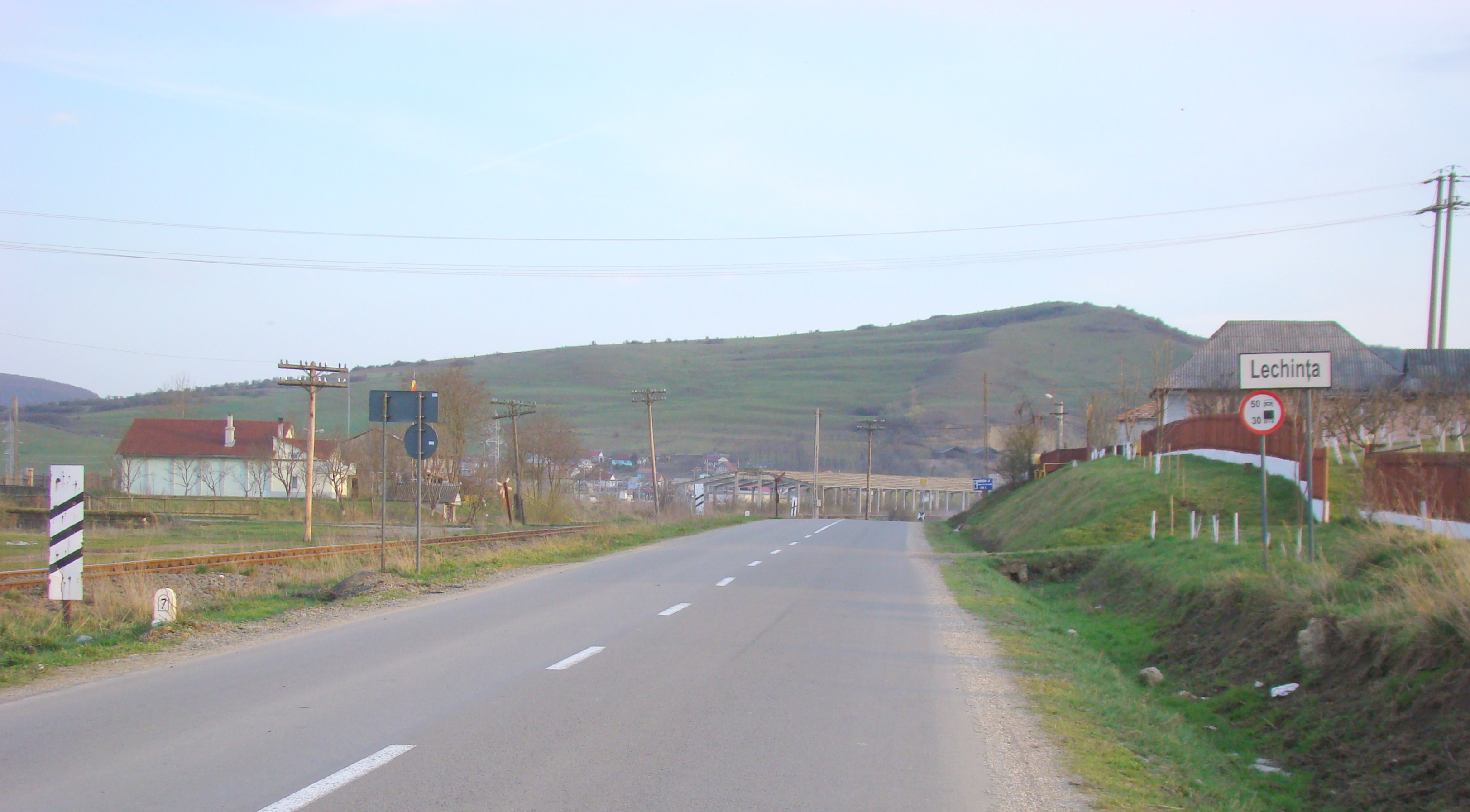
Intrarea în Lechința
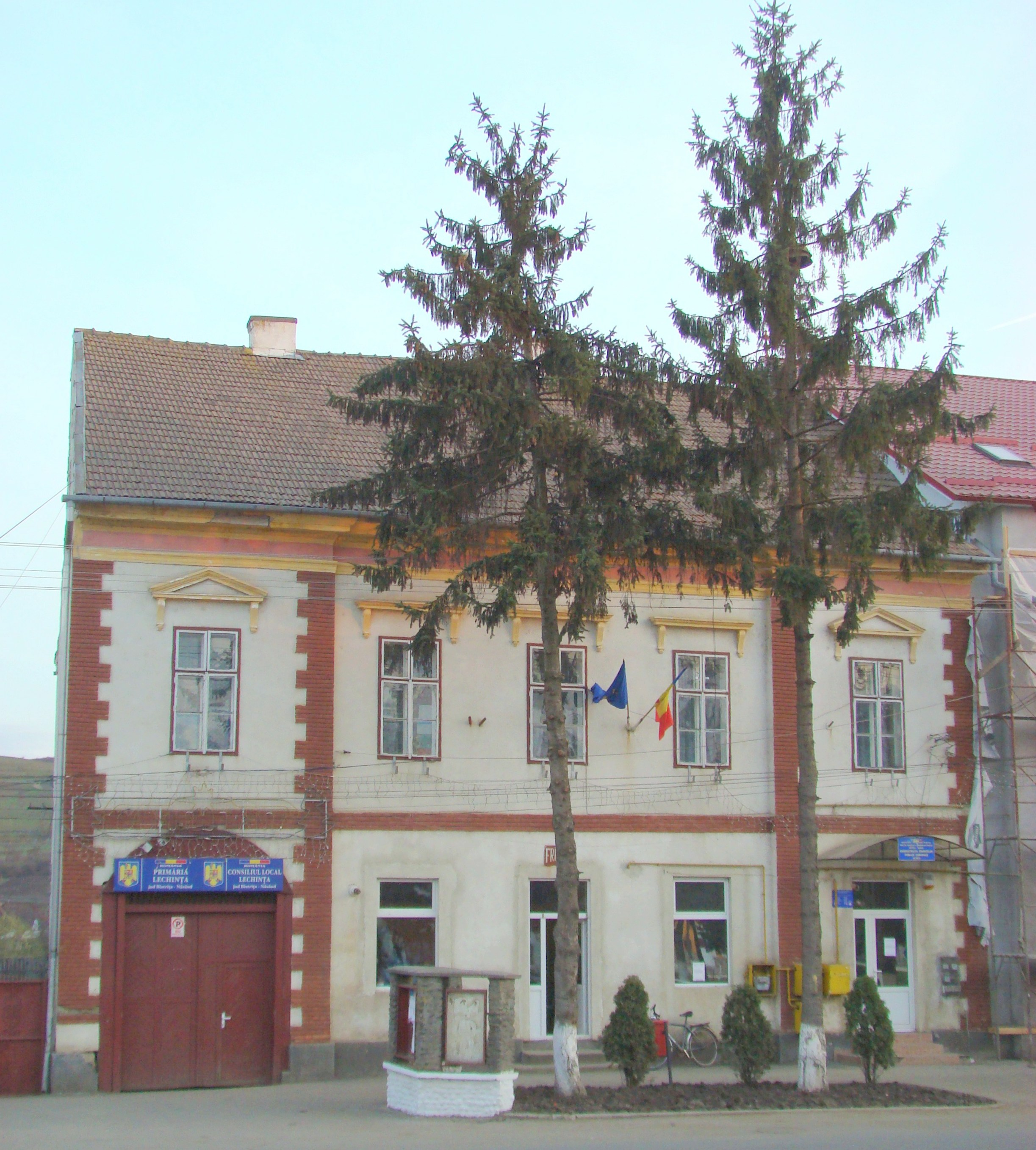
Primăria comunei
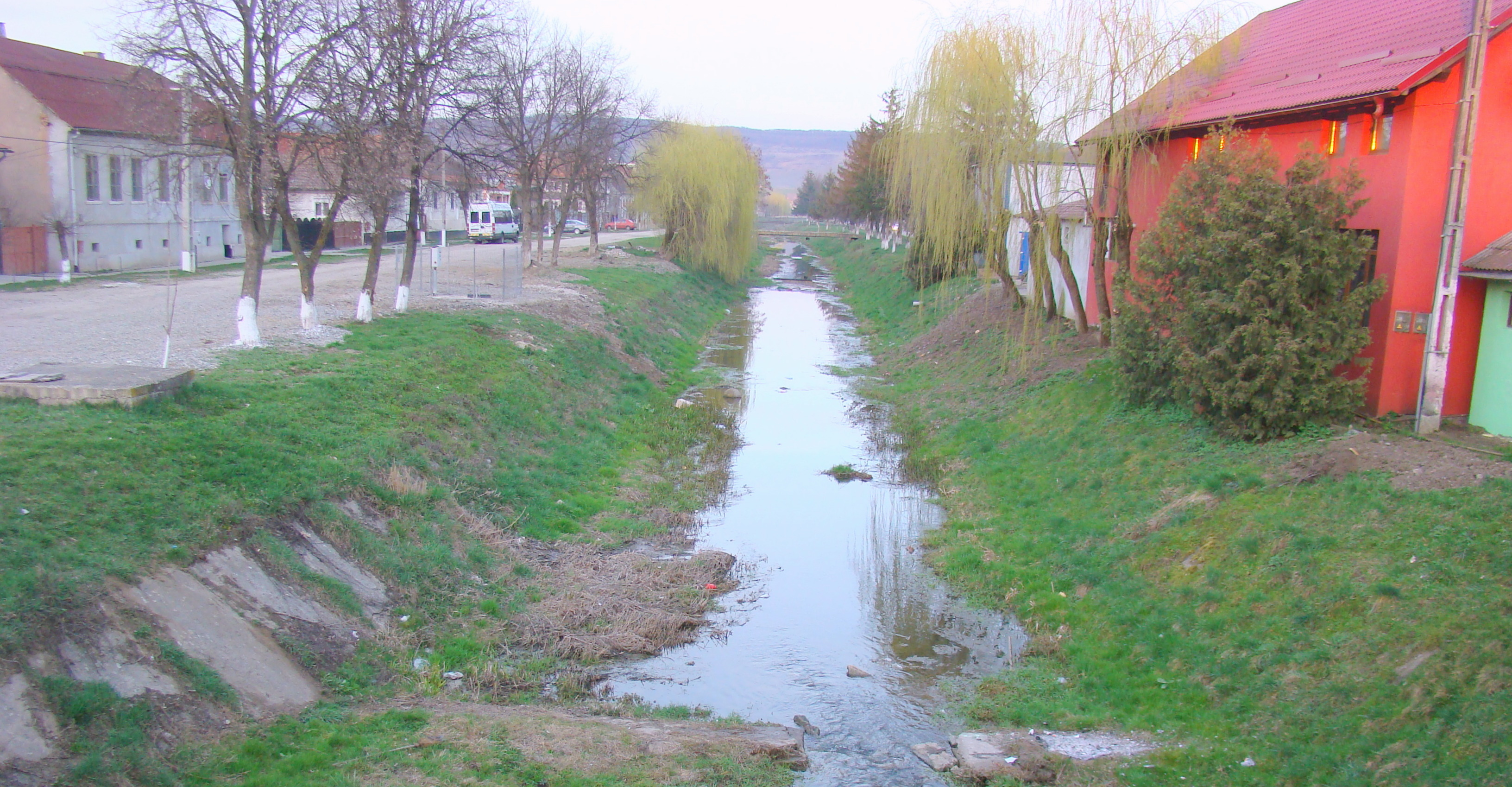
Râul Lechința
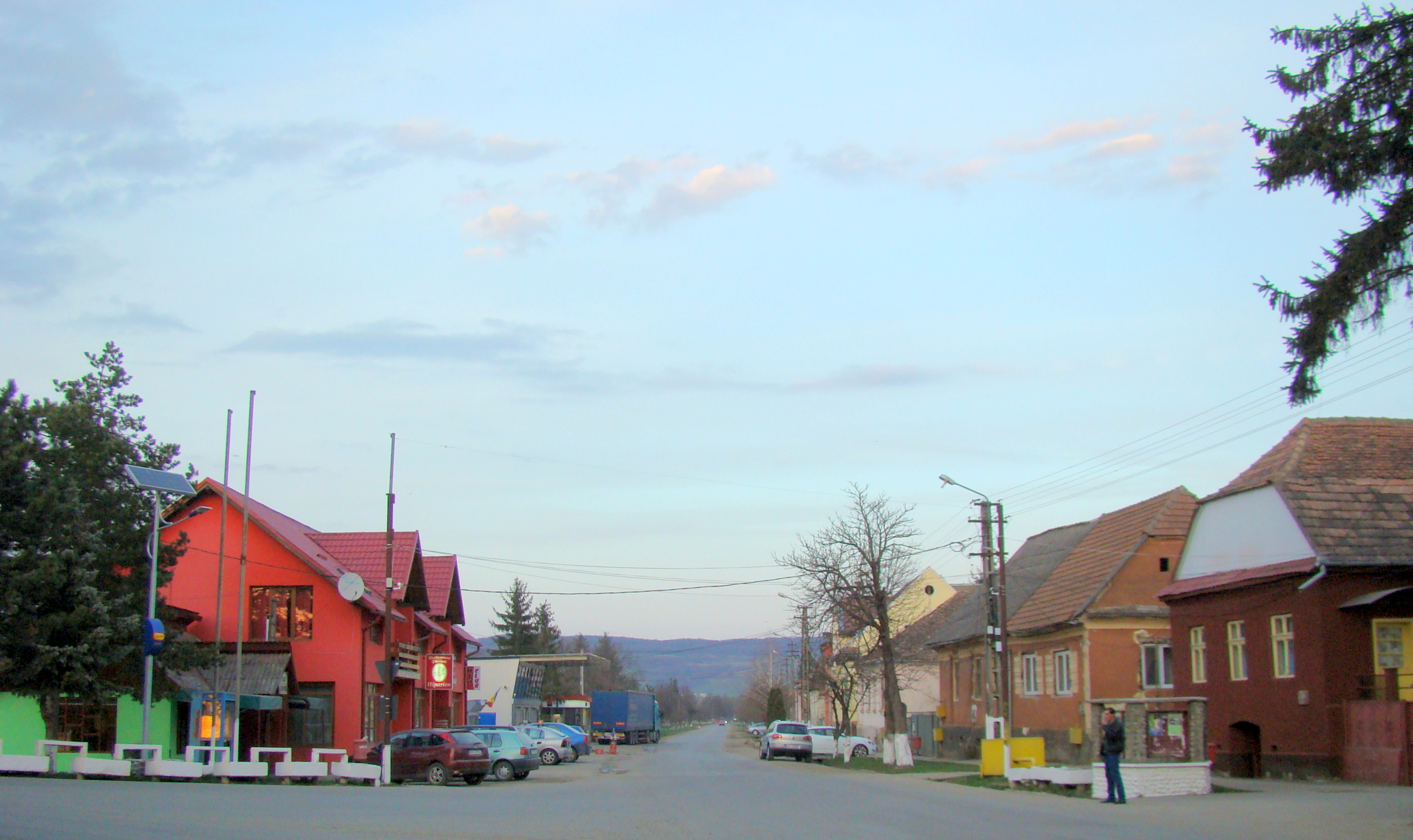
Satul Lechința
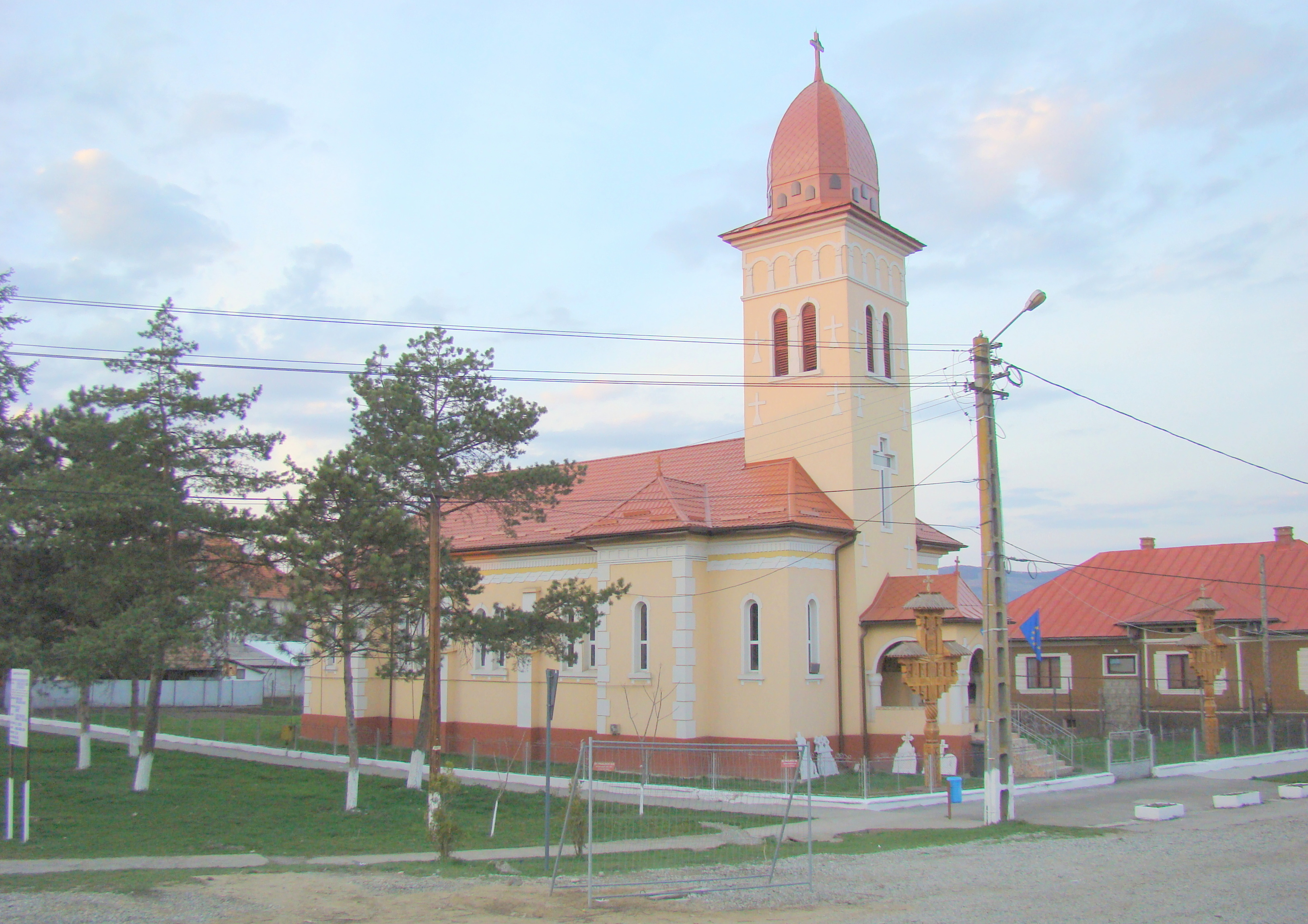
Biserica ortodoxă
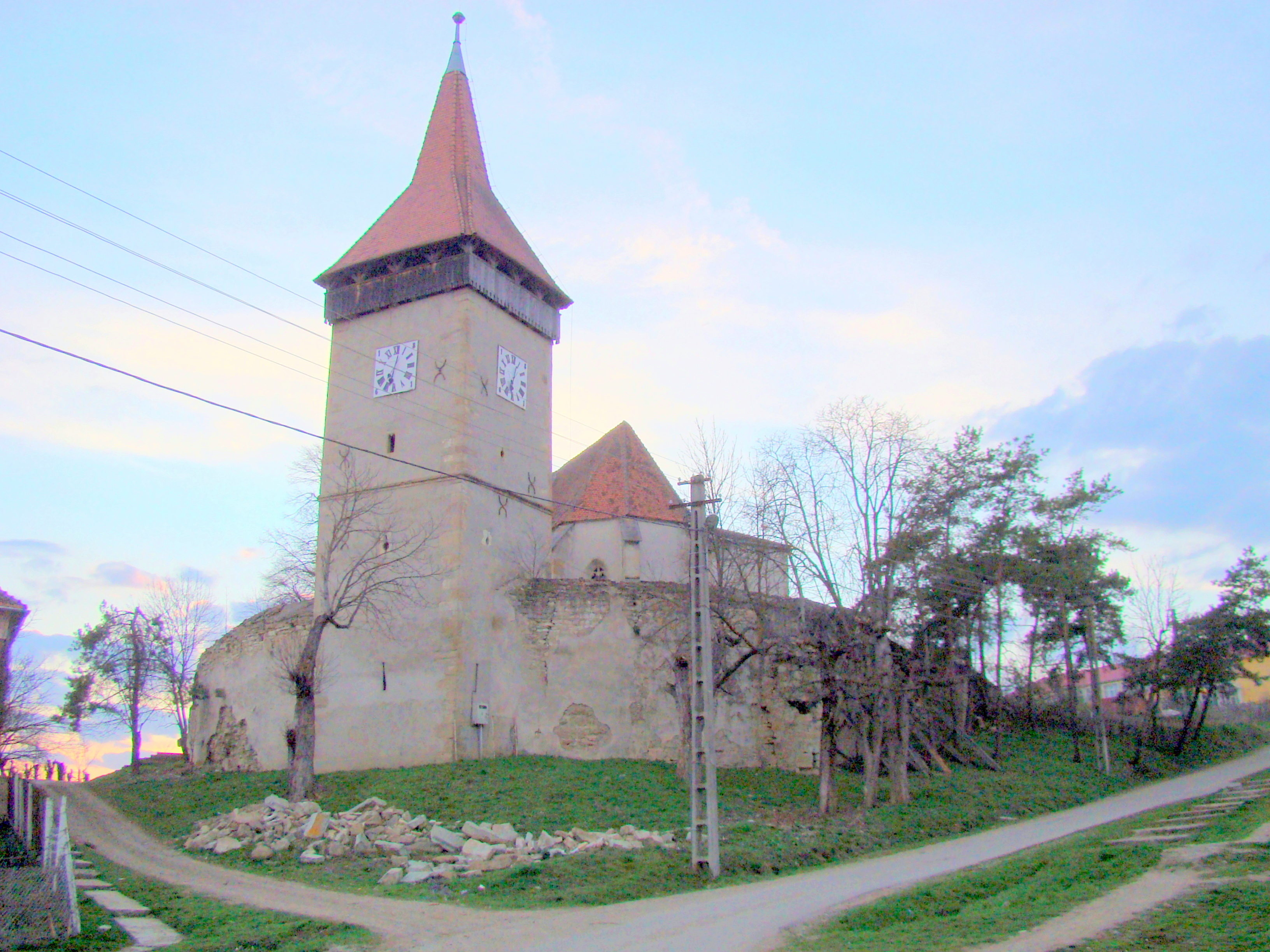
Biserica evanghelică (monument istoric)
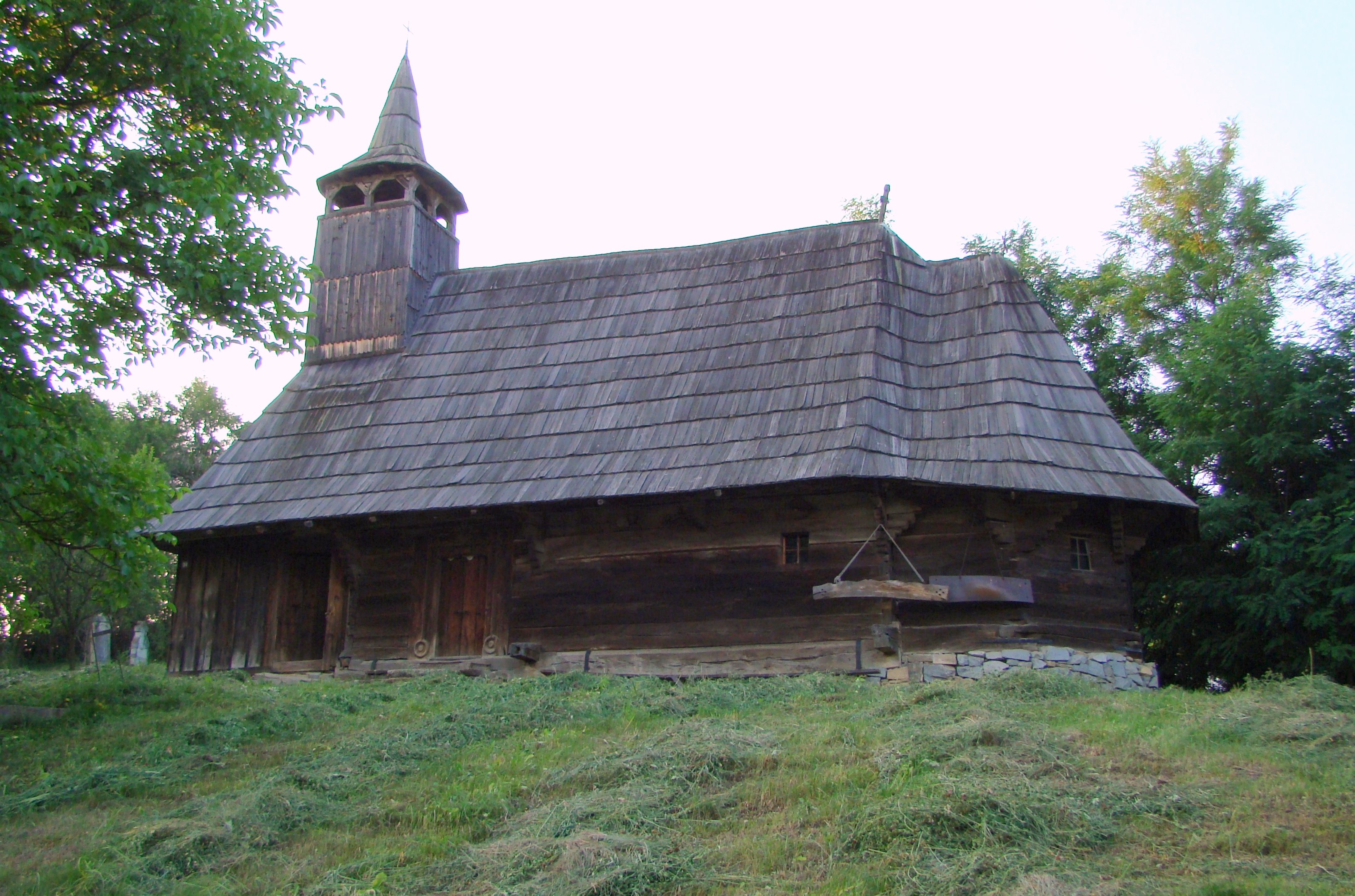
Biserica de lemn din Bungard (monument istoric)
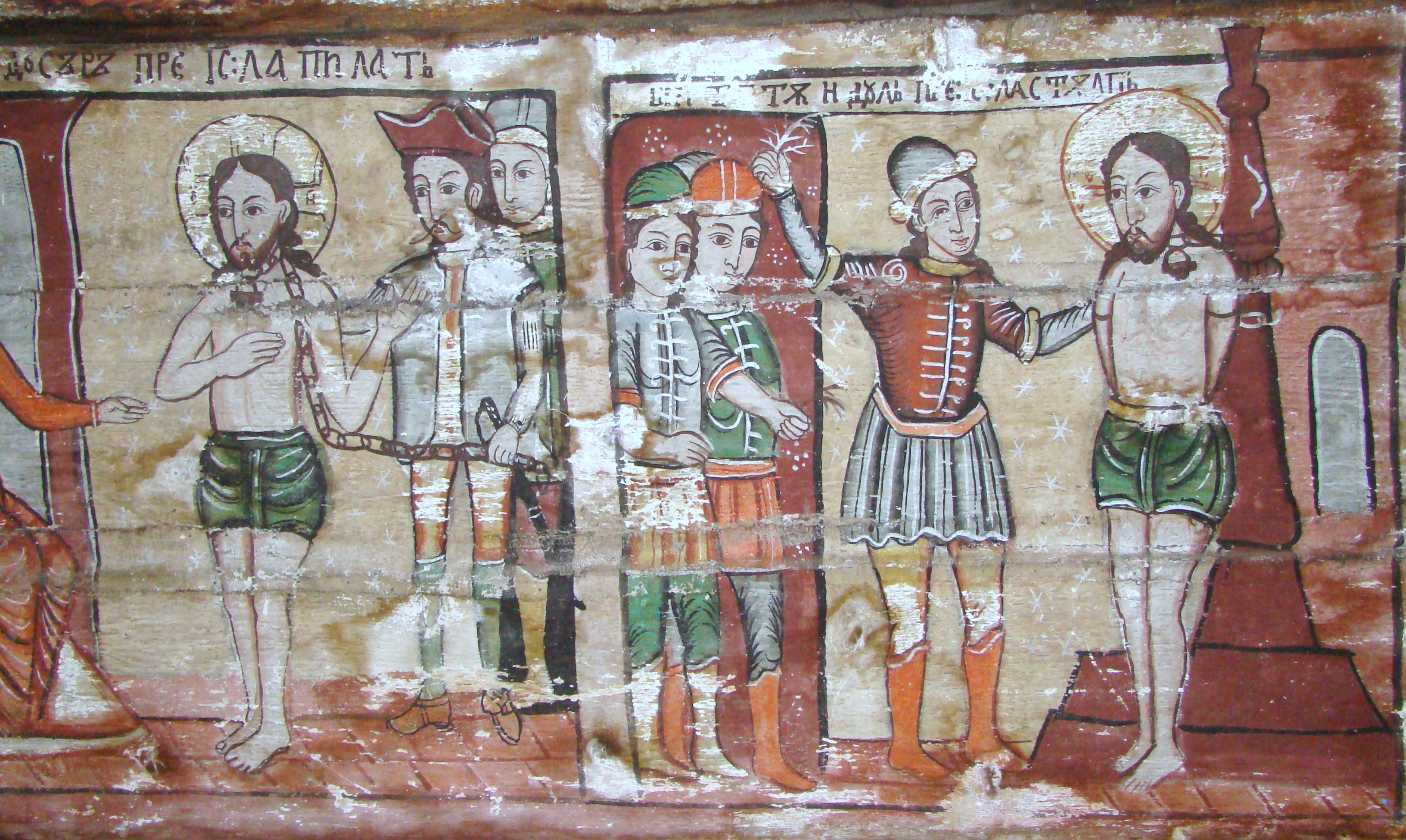
Biserica de lemn din Bungard (pictura parietală)
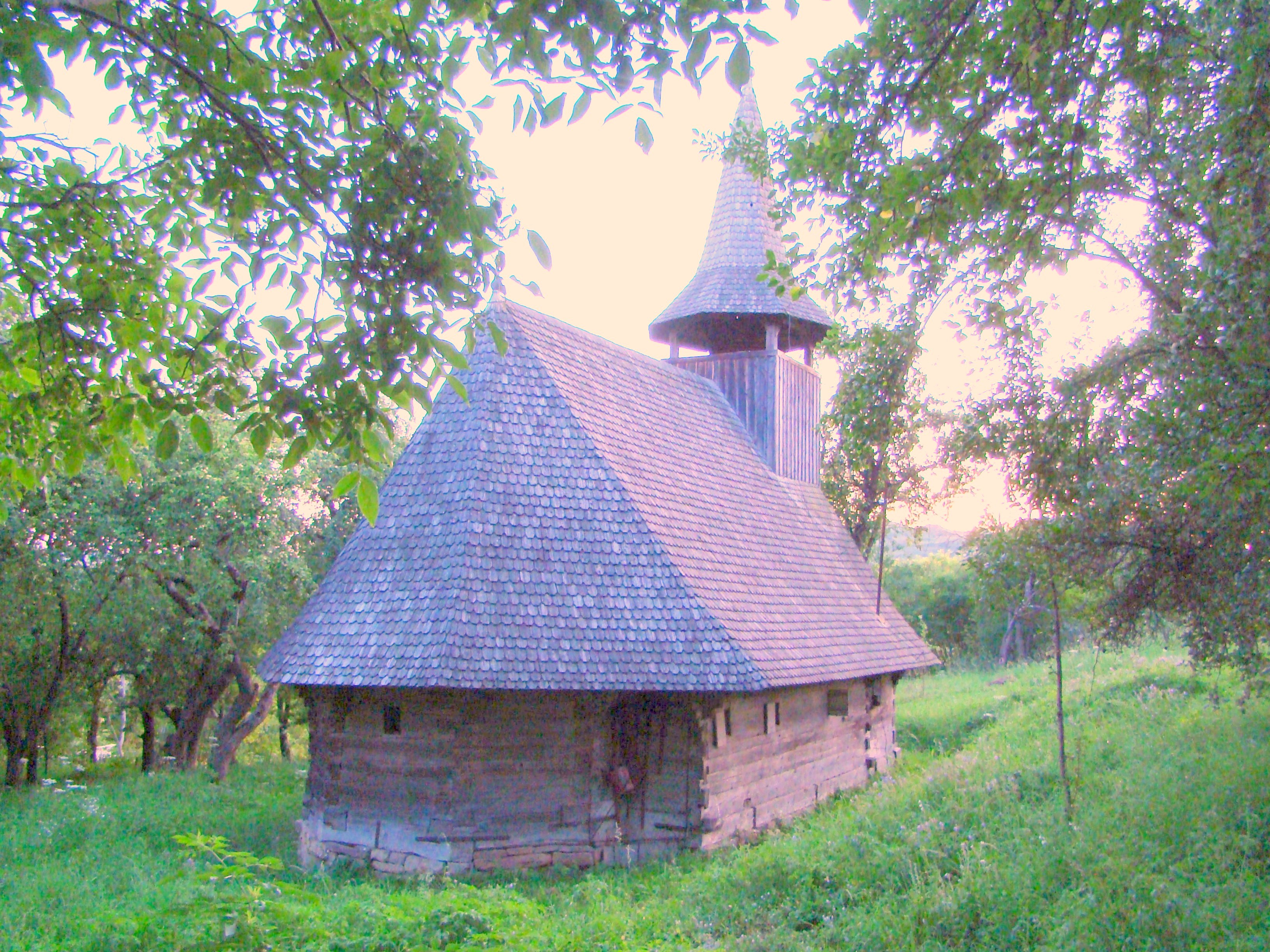
Biserica de lemn din Țigău (monument istoric)
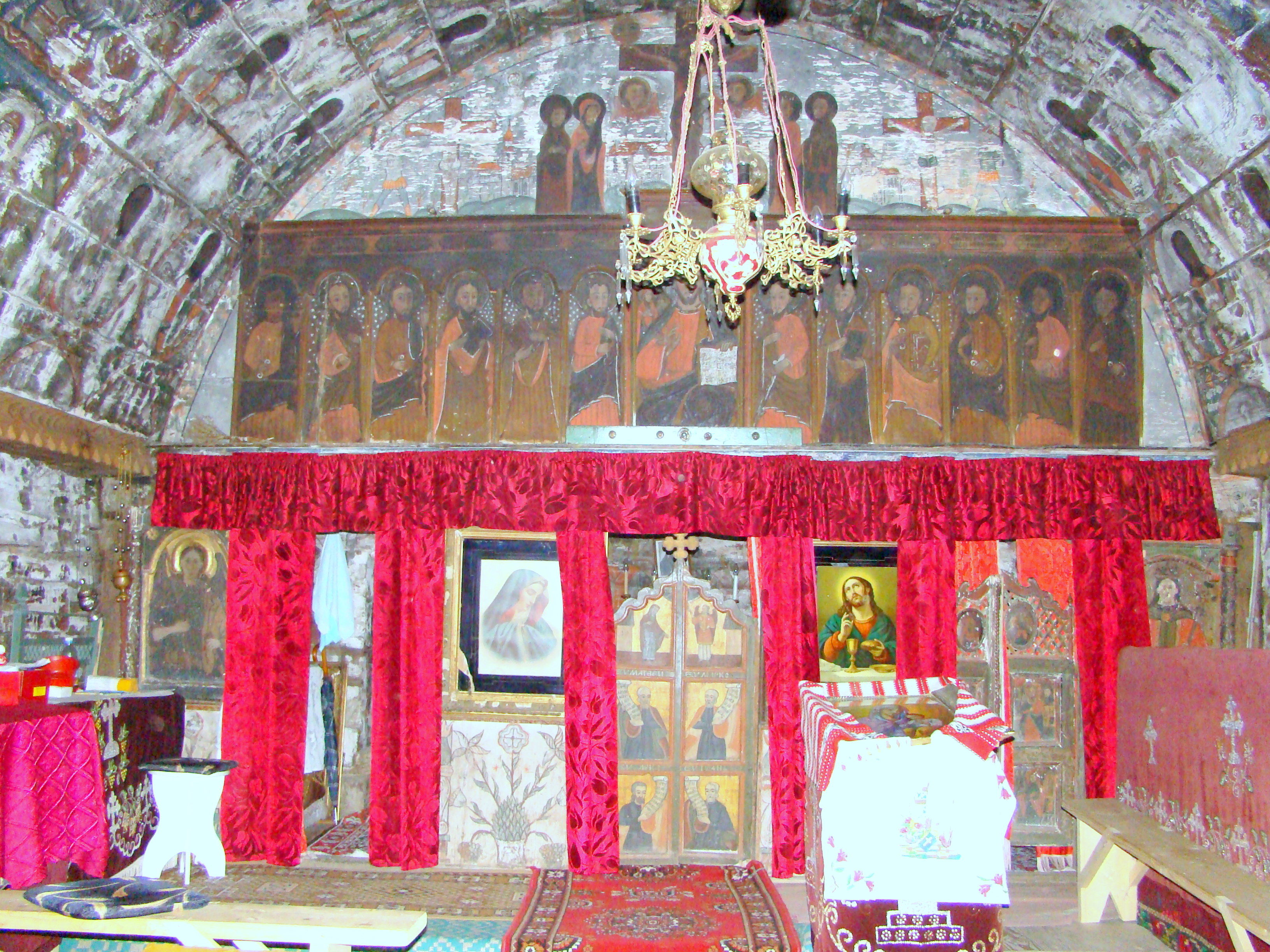
Biserica de lemn din Țigău (iconostasul)
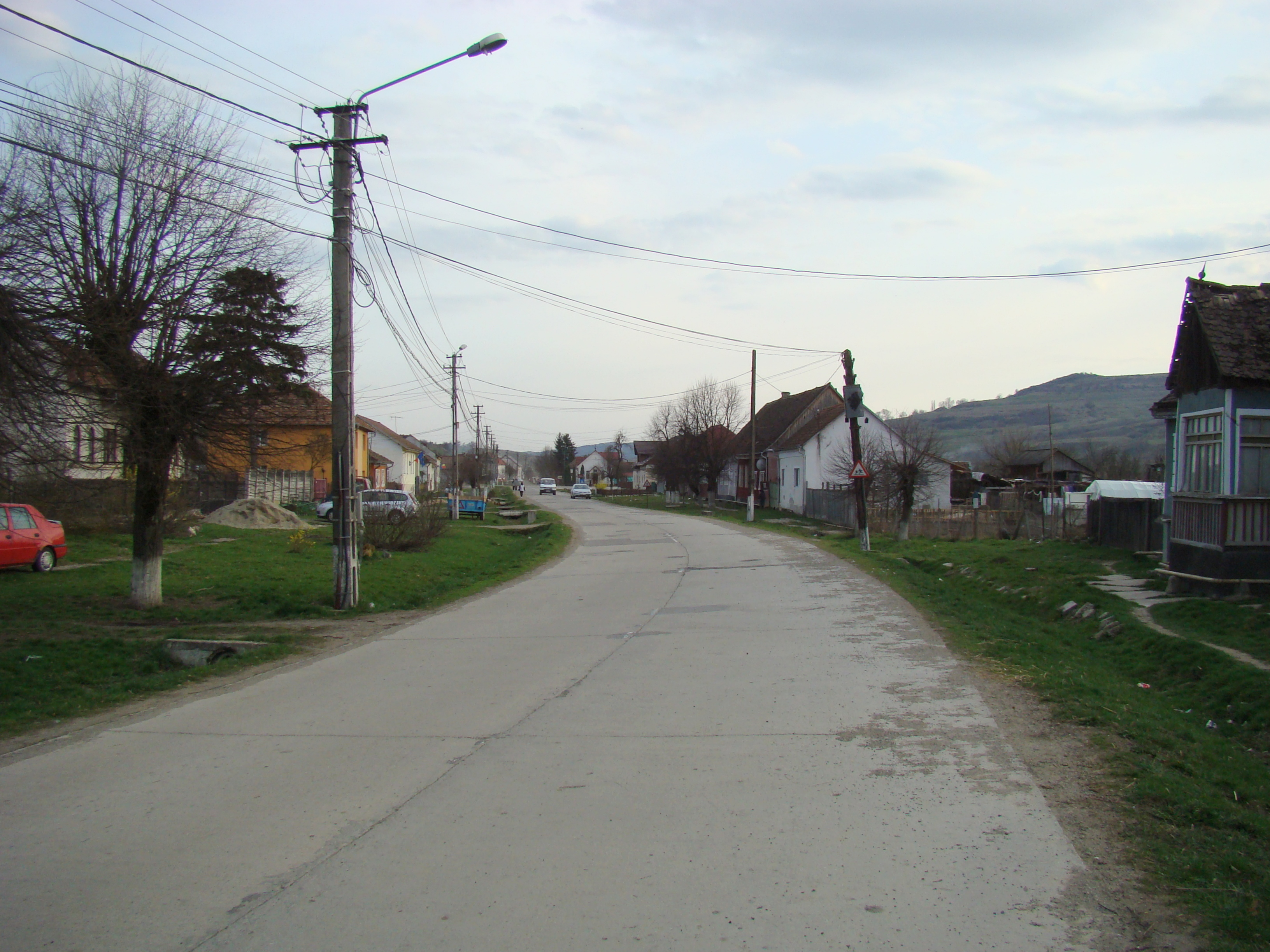
Satul Chiraleș
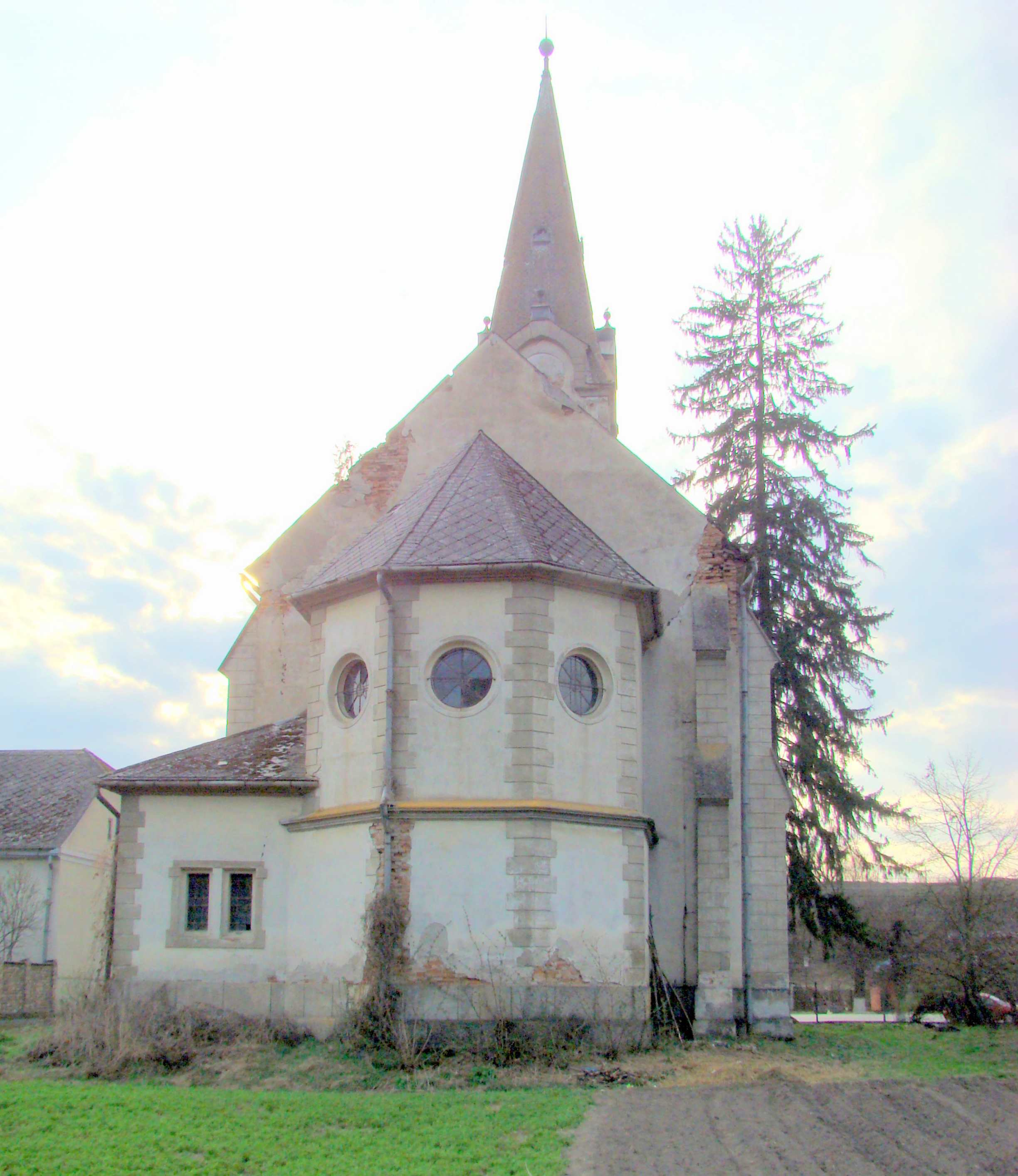
Biserica evanghelică (monument istoric)
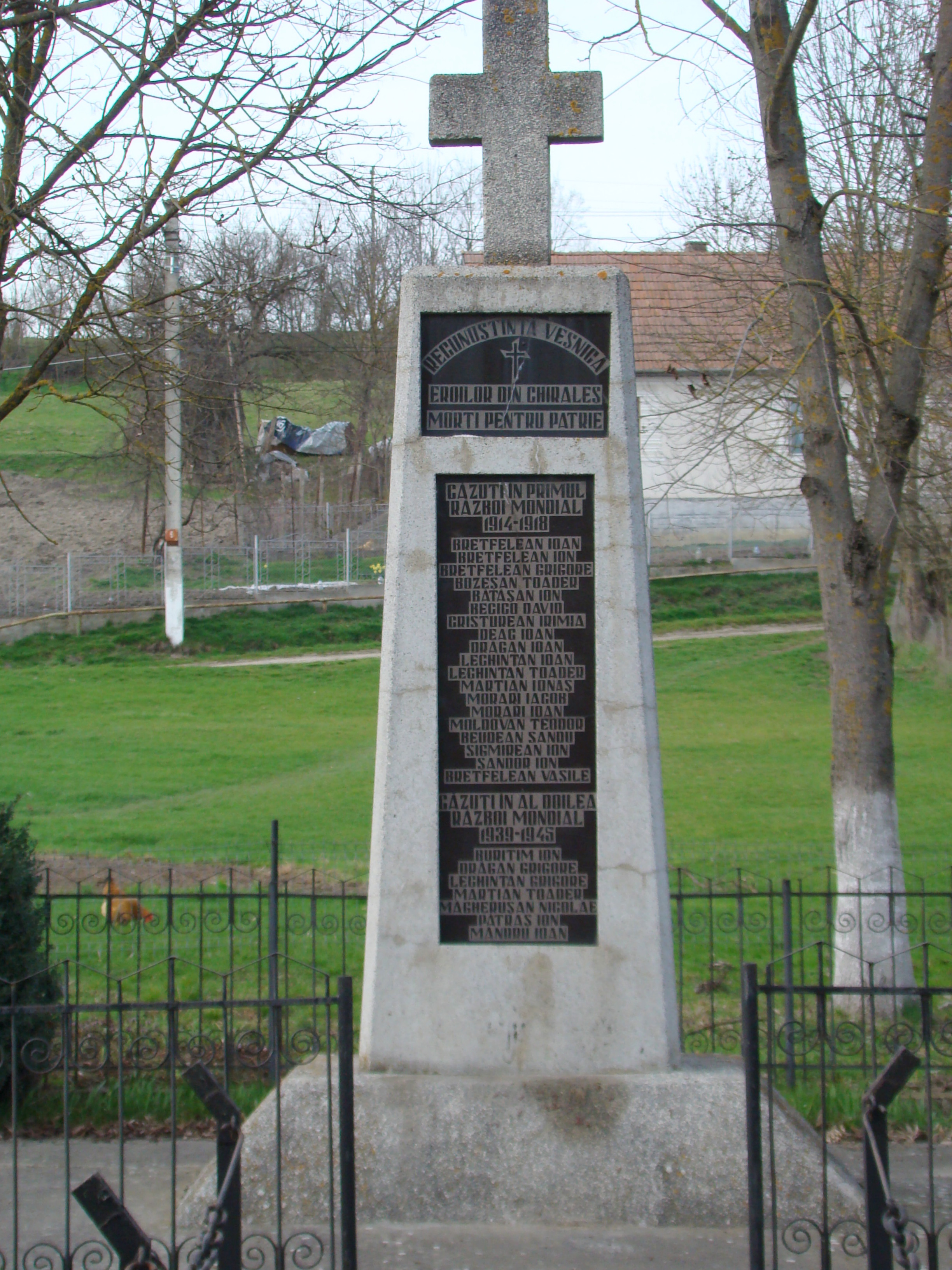
Monumentul eroilor
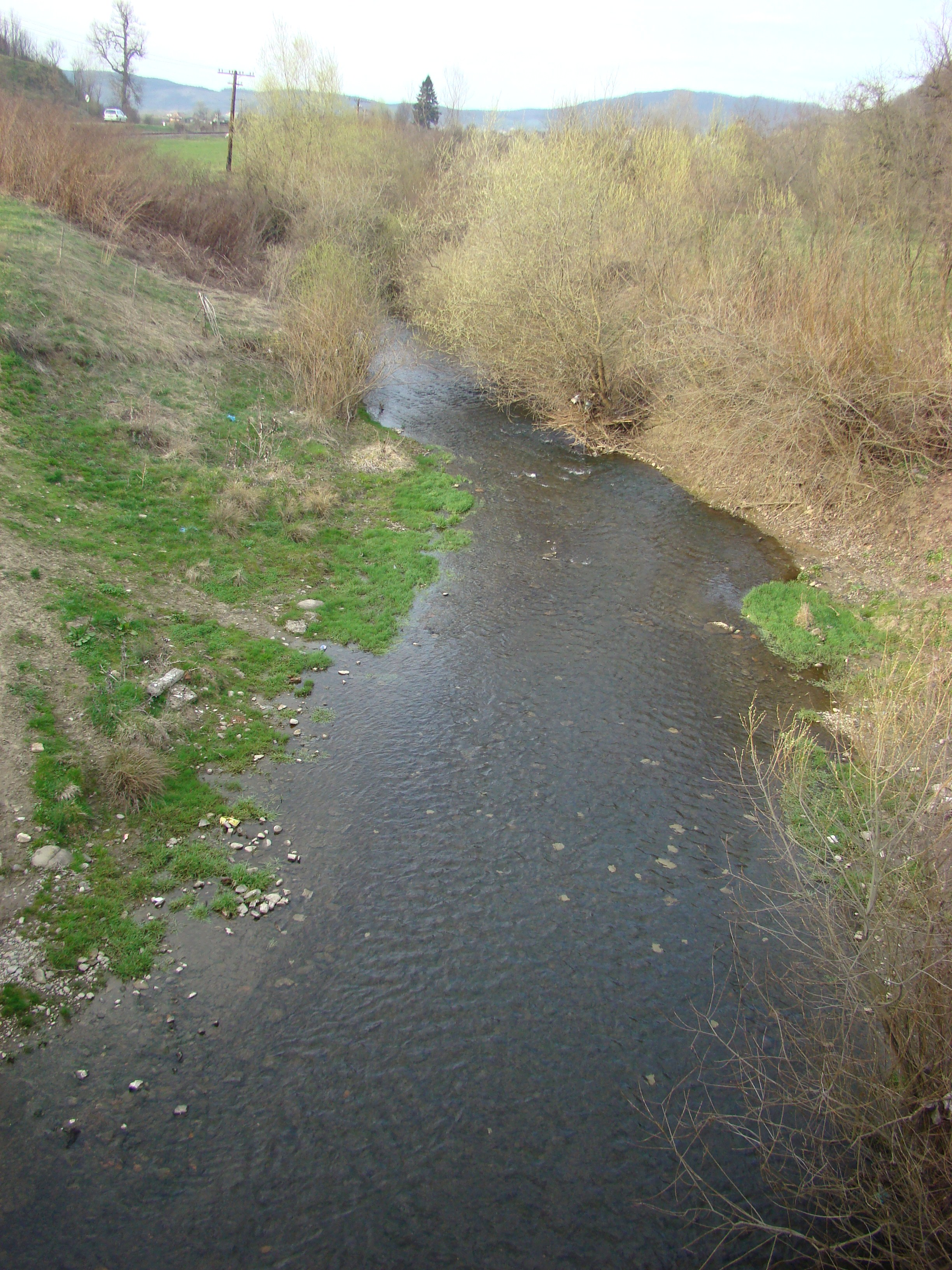
Râul Lechința în satul Chiraleș
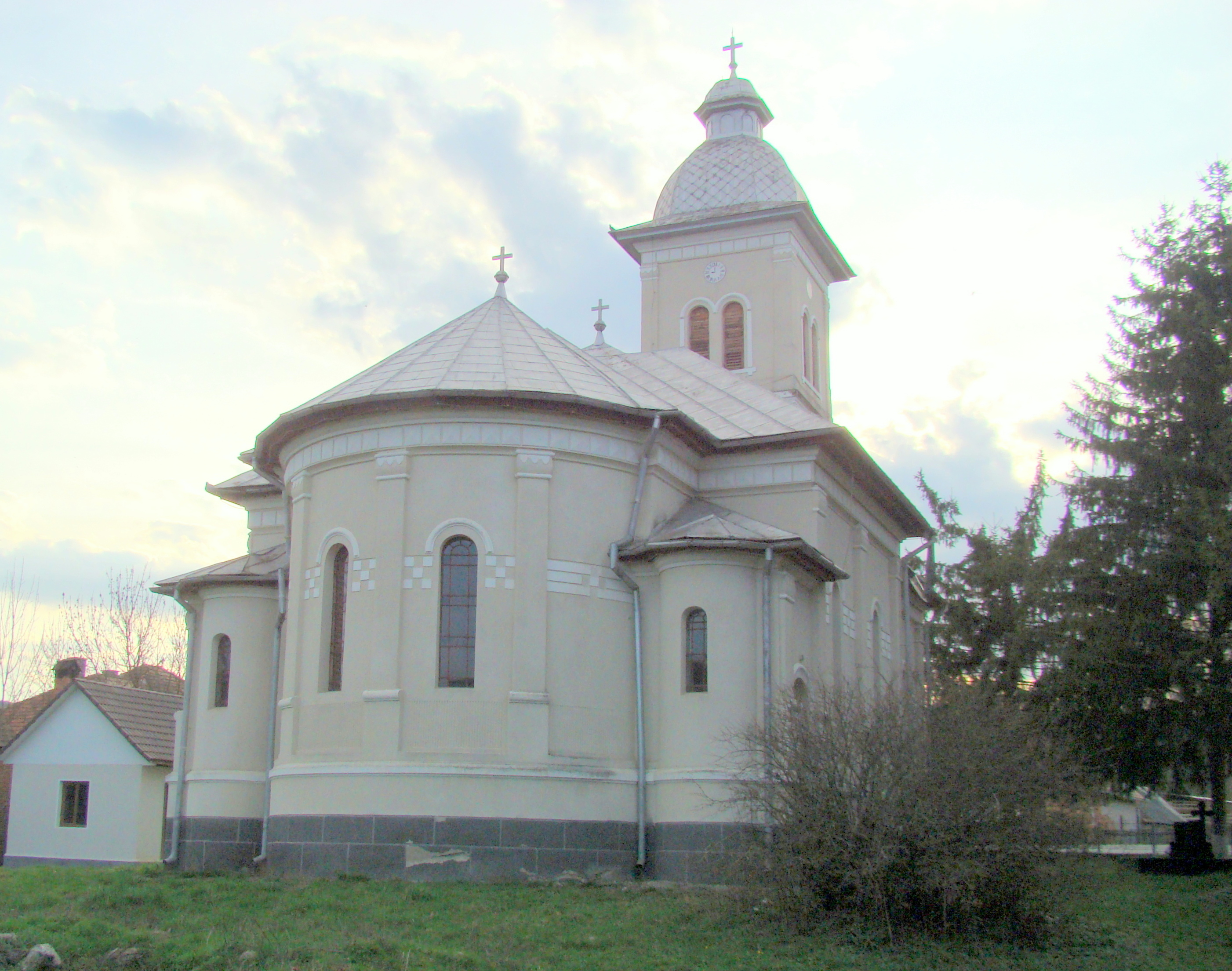
Biserica ortodoxă
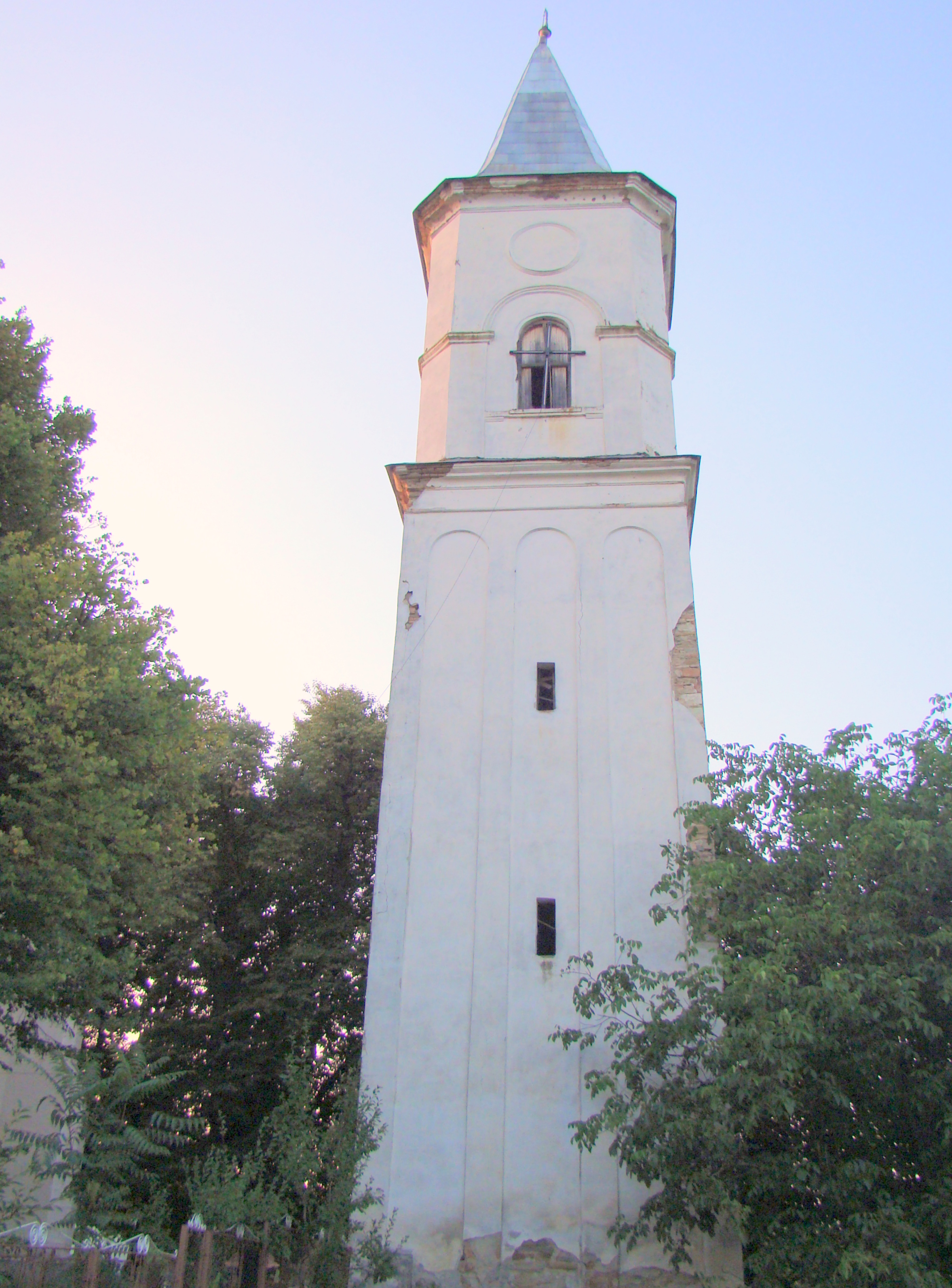
Biserica evanghelică din Sângeorzu Nou (monument istoric)
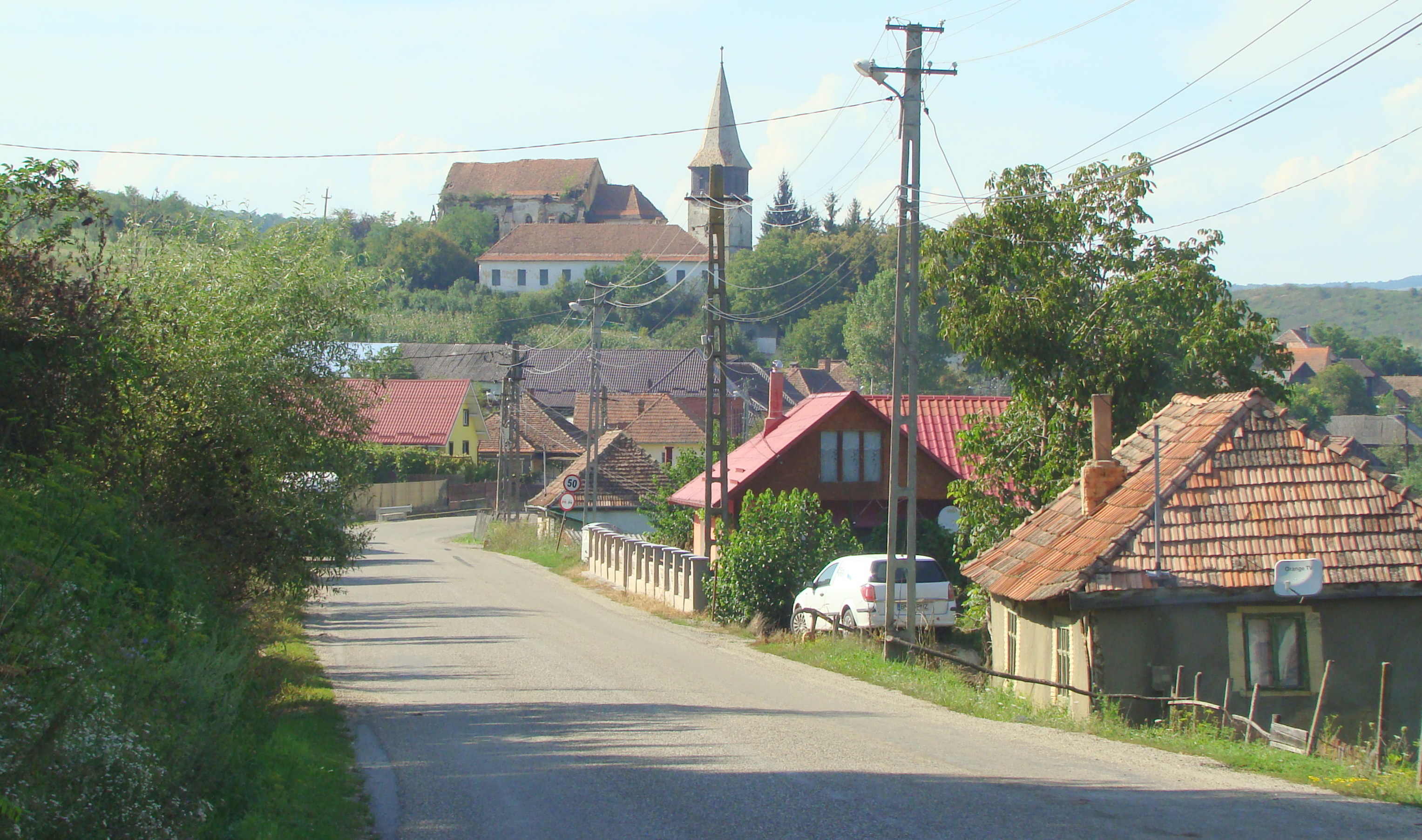
Satul Vermeş
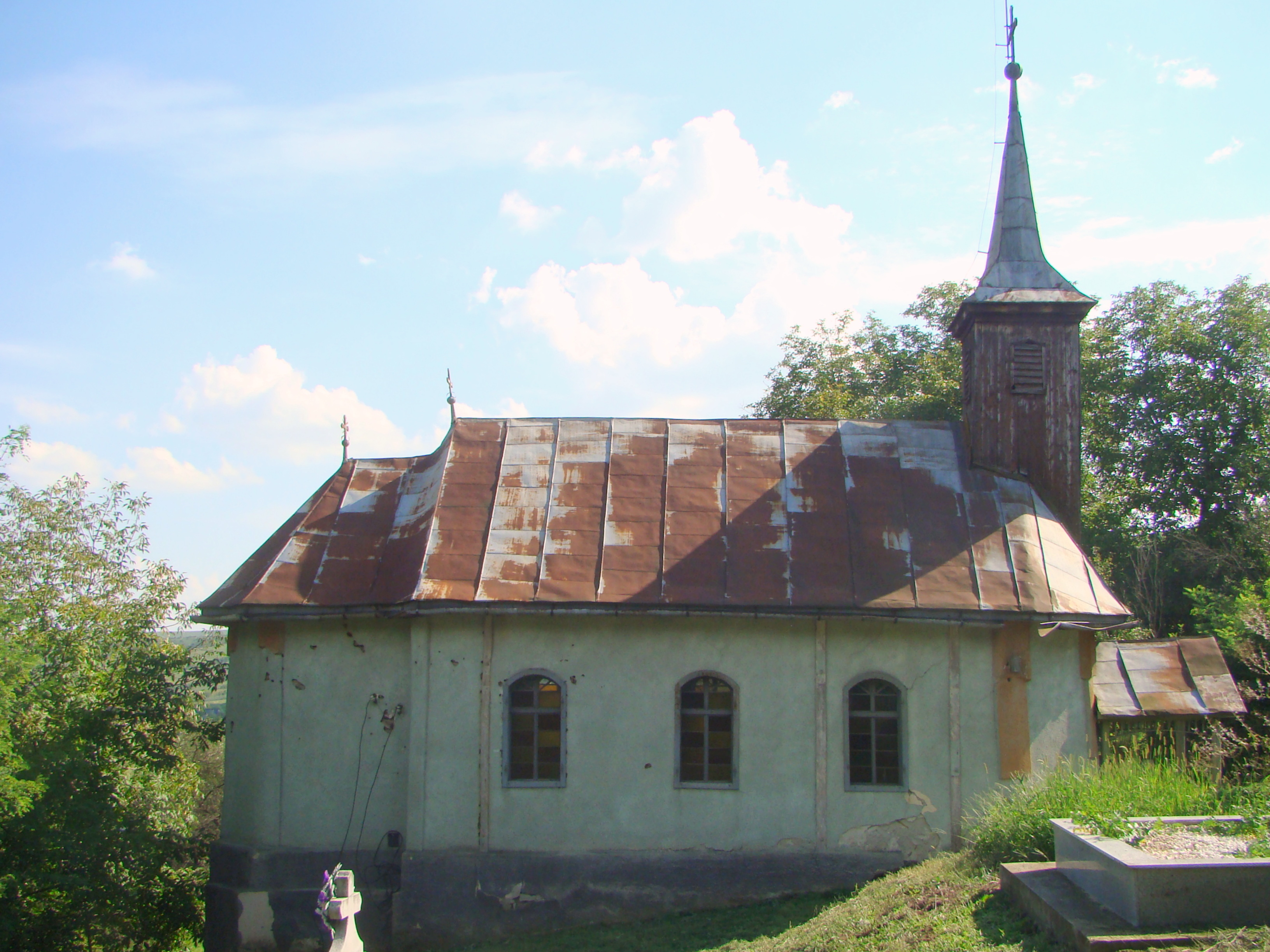
Biserica de lemn din Vermeș
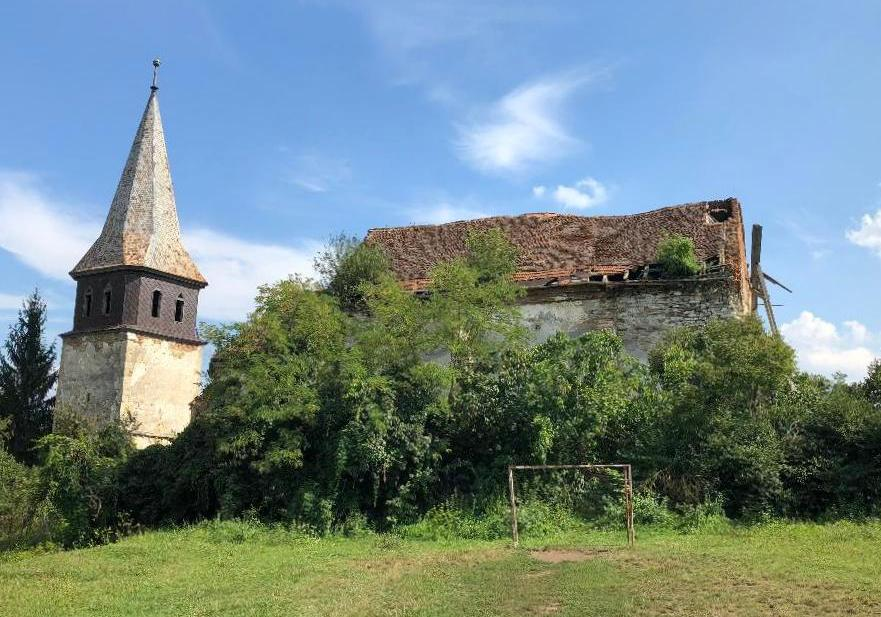
Biserica evanghelică (monument istoric)
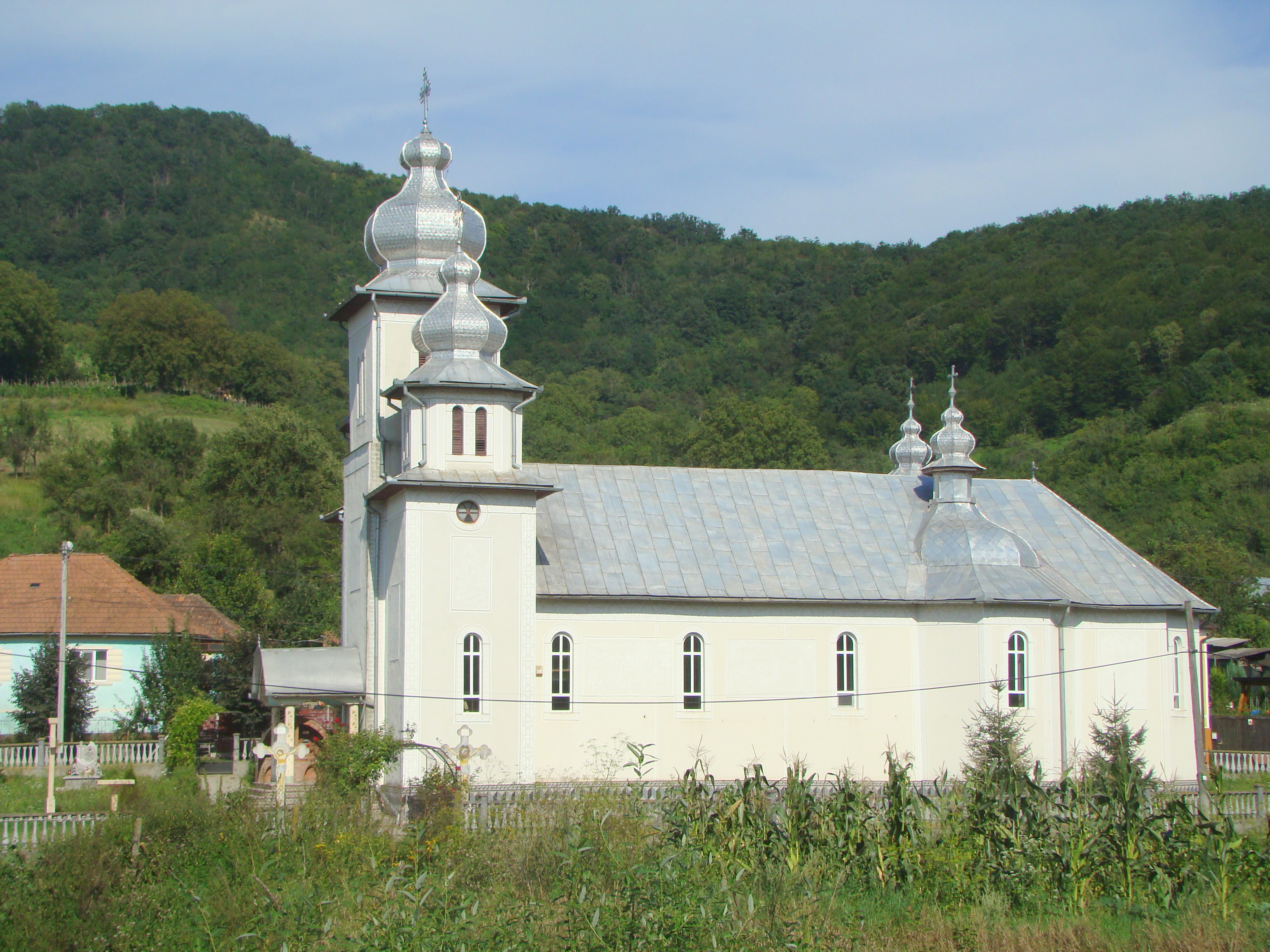
Biserica ortodoxă